# Eugene Aynsley Goossens
Eugene Aynsley Goossens, född 26 maj 1893 i Camden Town i London, död 13 juni 1962 i Hillingdon i London, var en brittisk tonsättare och dirigent.
Goossens var av belgisk härstamning, och var elev vid konservatoriet i Brygge, vid Liverpool College of Music samt hos Charles Villiers Stanford. 1922 blev han dirigent vid Royal Opera House och ledde ett flertal konserter i Royal Albert Hall, Queen's Hall med flera platser. Goossens blev därefter (1923) dirigent för symfoniorkestern i Rochester, New York. Han var en framstående representant för den ungbrittiska kompositionsskolan och skrev en stor mängd pianomusik, kammarmusik och sånger, dessutom baletten L'école en crinoline samt operan Judith.